# Phytorophaga
Phytorophaga – rodzaj muchówek z rodziny rączycowatych (Tachinidae).

## Wybrane gatunki
- P. nigriventris Mesnil, 1942[1]
- P. ventralis Bezzi, 1923[1]